# Camazotz

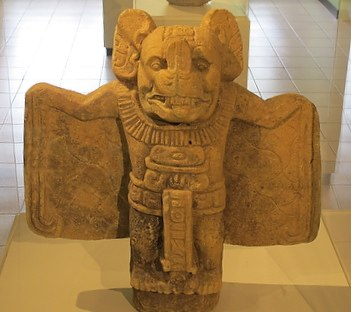
Escultura de Camazotz no Museu Popol Vuh, na Cidade do Guatemala.

O Camazotz é um mito sobre um deus-morcego. Camazotz significa "morcego da morte" na Língua quiché. Na Mesoamérica o morcego era associada com a noite, a morte e o sacrifício.

## Etimologia
Camazotz é formado pelas palavras quiché kame, significando "morte", e sotz', significando "morcego".

## Mitologia
No Popol Vuh, os Camazots são os monstros parecidos com morcego encontrados pelo herois gêmeos Hunahpu e Xbalanque durante seus ensaios no submundo de Xibalba. Os gêmeos entraram no submundo para se vingar da morte de seu pai, primeiro foram atacados por morcegos e então por um homem-morcego, o Camazotz.